# NGC 2396
NGC 2396 је расејано звездано јато у сазвежђу Крма које се налази на NGC листи објеката дубоког неба.
Деклинација објекта је - 11° 43' 0" а ректасцензија 7h 28m 0,0s. Привидна величина (магнитуда) објекта NGC 2396 износи 7,4. NGC 2396 је још познат и под ознакама OCL 579.